# Старий Карантин
Стари́й Каранти́́н (крим. Eski Karantin, також Амбелакі) — місцевість Керчі, Україна, що лежить на заході міста, колишнє село.

## Історія
Вперше в доступних джерелах селище зустрічається на карті 1836, на якій на хуторі Старий Карантин показано 35 дворів. Відповідно до «Списку населених місць Таврійської губернії за даними 1864 року», складеного за результатами VIII ревізії 1864 року, Амбелакі (Старий Карантин) — «урочище міського відомства при затоці Керч-Єнікальської протоки» з 7 дворами, 129 жителями.
Відповідно до Списку населених пунктів Кримської АРСР за Всесоюзним переписом 17 грудня 1926 року, у селі Старий Карантин було 263 двори, з нїх 104 селянських, 1157 осіб населення, 903 українці, 228 росіян, 9 болгар, 6 греків, 4 вірмени, 4 латиші, 1 єврей, 1 німець, 1 записаний у графі «інші», діяла російська школа I ступеня (п'ятирічка).
Постановою ВЦВК «Про реорганізацію мережі районів Кримської АРСР» від 30 жовтня 1930 року село включили до складу Керчі.